# NGC 1512
NGC 1512 è un galassia a spirale situata nella costellazione dell'Orologio a circa 30 milioni di anni luce dalla nostra Via Lattea.

## Scoperta
La galassia è stata scoperta il 29 ottobre 1826 dall'astronomo britannico James Dunlop.

## Gruppo di NGC 1512
NGC 1512 è la galassia più vasta e più luminosa del Gruppo di NGC 1512, un raggruppamento di galassie composto da tre membri, NGC 1487, NGC 1510 e NGC 1512.

## Interazione gravitazionale con NGC 1510

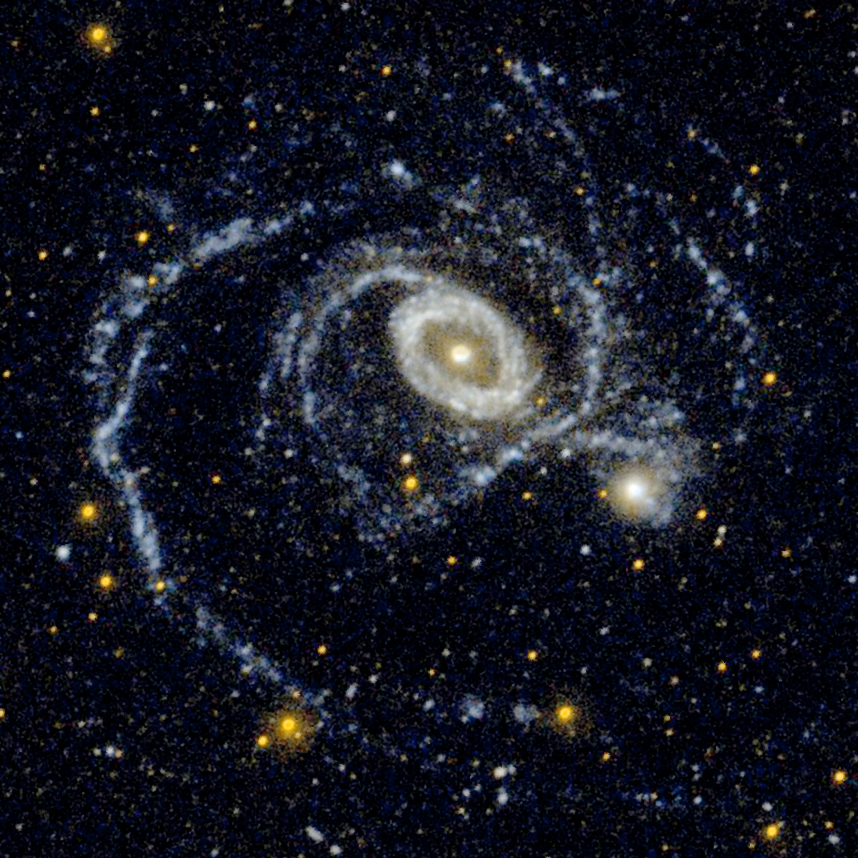
NGC 1512 e NGC 1510 riprese nell'ultravioletto dal telecopio spaziale GALEX.

NGC 1512 (a sx) e NGC 1510 (a dx) riprese dal Telescopio spaziale Hubble.

Le due galassie NGC 1510 e NGC 1512 sono situate a circa 68'000 anni luce di distanza tra loro.. La distanza relativamente ridotta fa pensare che le due galassie siano in interazione gravitazionale tra loro.
Le recenti immagini riprese nell'ultravioletto dal telescopio spaziale Galaxy Evolution Explorer della NASA, mostrano che il braccio esterno di NGC 1512 è effettivamente deformato dall'interazione gravitazionale tra le due galassie.
Secondo Soares e colleghi, i due oggetti formano una coppia di galassie.